# Castello di Strozzavolpe

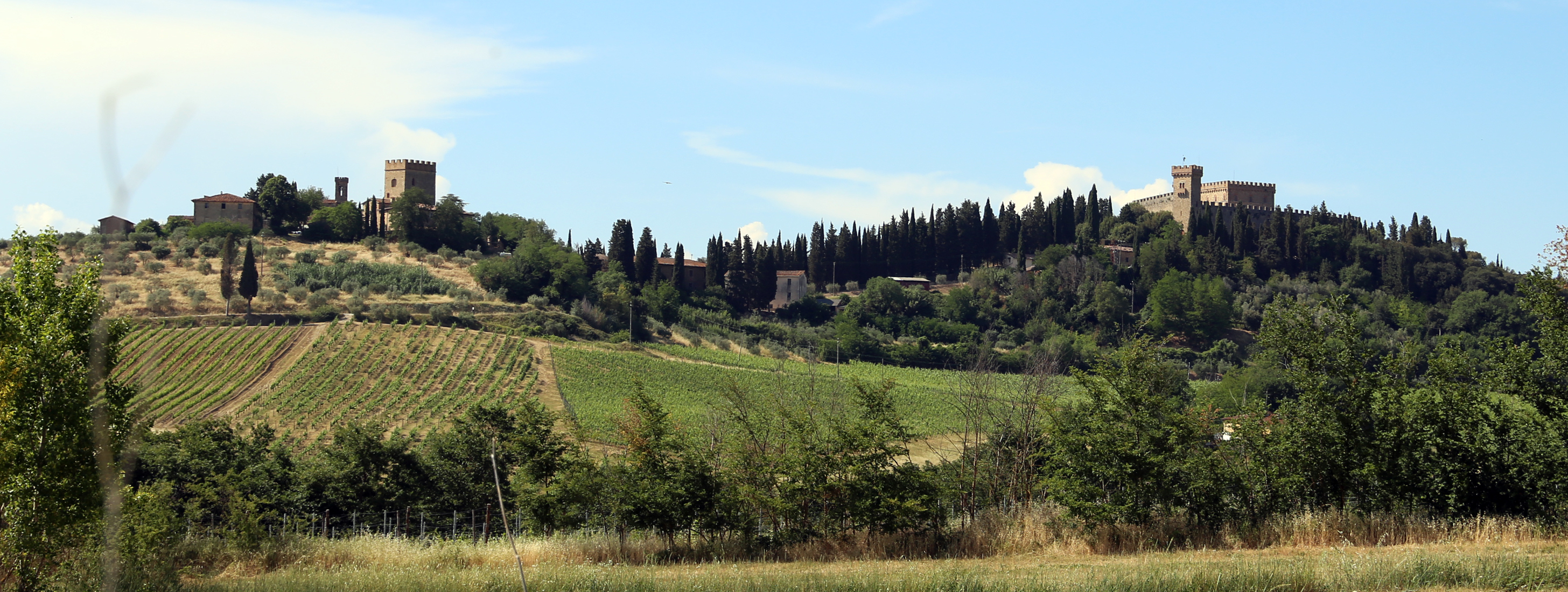
Il borgo di Luco e Strozzavolpe (a destra)

Il castello di Strozzavolpe che è una zona privata, si trova su un colle nei pressi di Luco, nel comune di Poggibonsi, in provincia di Siena.
Le origini del castello risalgono alla prima metà dell'XI secolo. Interventi successivi furono eseguiti nel corso del XV, del XVI e del XVIII secolo; gli ultimi restauri risalgono all'Ottocento.

## Storia

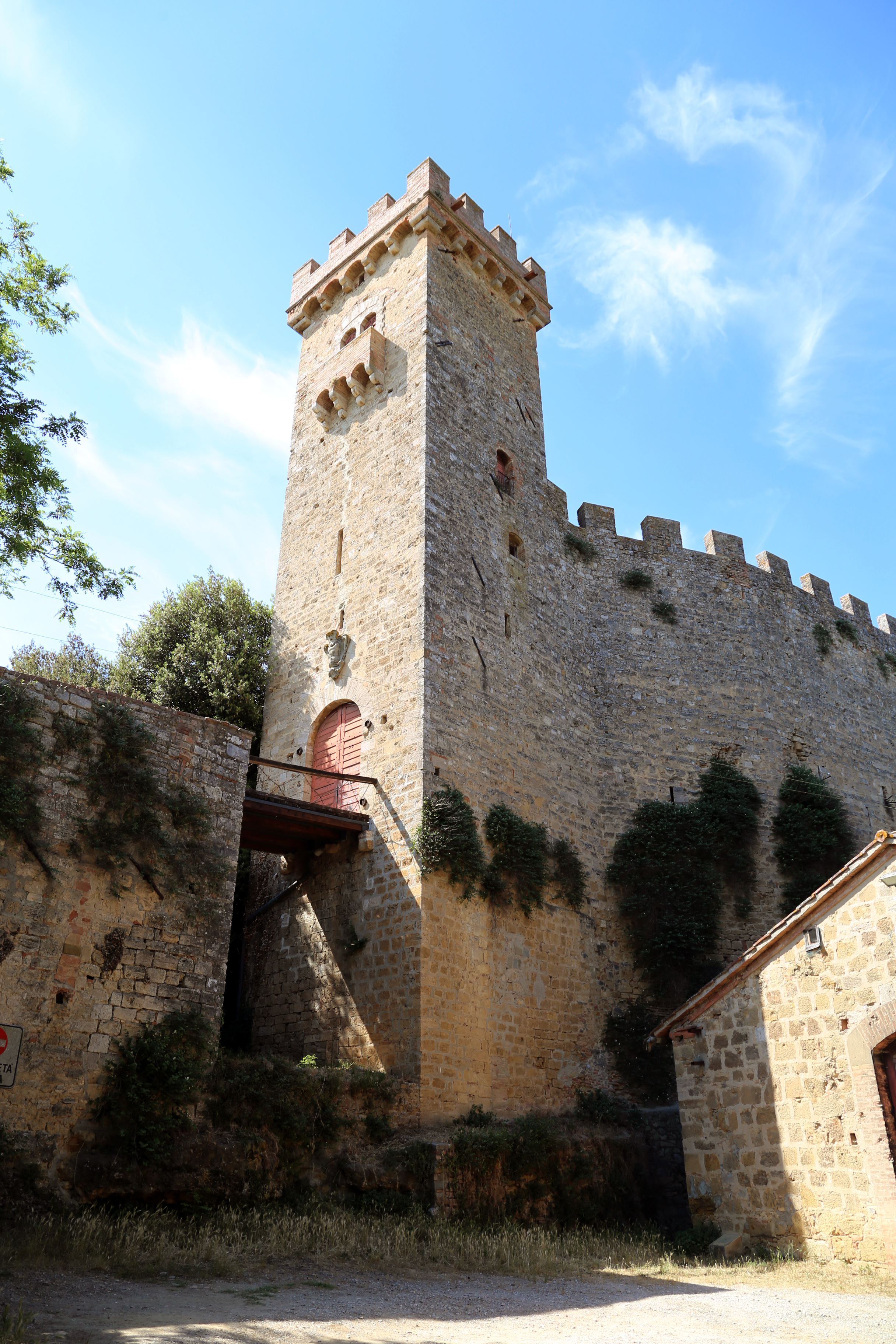
Castello di Strozzavolpe

Il castello fu costruito da Benuccio da Salimbeni durante la prima metà dell'XI secolo su una collina, in posizione strategica, all'incrocio tra la Cassia e la via Francigena.
Venne nominato per la prima volta nel 1154 in un documento di Abbadia a Isola, una frazione del comune di Monteriggioni in provincia di Siena, nel quale si parlava del castello di Scoriavolpe, di proprietà del feudatario Guido Guerra II, gestito però da alcuni vassalli il cui nome di famiglia era proprio Scoriavolpe. Si dice che Guido Guerra I sia stato il primo proprietario, tant’è che fu lui a munire il castello di fortificazioni e a costruire un corridoio sotterraneo, il quale, passando sotto la via Romana ed il torrente Staggia, univa il castello con Poggio Marturi, un colle che si trova sulla sponde dell'Elsa.
Nel 1240, il corpo centrale del castello venne circondato da una cinta muraria con merlatura guelfa, ed assunse una forma irregolare, tipicamente medievale, che ancora oggi mantiene. Le mura erano circondate da un fossato contenente acqua piovana stagnante, valicabile solo per mezzo del ponte levatoio del castello. L’altura ed il fossato attorno alla fortezza erano gli elementi di difesa che rendevano difficile l’accesso.
Nel 1313 Arrigo VII di Lussemburgo si impadronì del castello, utilizzandolo come roccaforte per difendersi dal contado senese. Se fino ad allora l’edificio aveva una funzione prettamente militare, alla fine del XIV secolo, quando la fortezza venne venduta agli Adimari di Firenze, venne trasformato in abitazione padronale. Come era di tradizione delle case fiorentine, vennero ricavati due piani con una scala interna: al piano superiore si trovava l’abitazione delle donne, mentre al piano terra vi erano una sala per le armi, la sala da pranzo ed altri vani di uso comune.
Lo stemma della famiglia, costituito da due strisce gialle e blu orizzontali, si trova scolpito su un caminetto all'interno dei locali adibiti a fattoria fino al 1960.
Nel 1479 ci fu la presa di Poggibonsi da parte del Duca di Calabria in guerra con i fiorentini, e il Castello di Strozzavolpe subì l’assedio, ma non cadde. Questa vicenda viene raffigurata nel dipinto realizzato nel 1480 da Giovanni di Cristoforo Ghini e Francesco D’Andrea, nel quale si vede il castello sul quale sventola la bandiera bianca con la croce rossa, simbolo degli artigiani fiorentini. Questa rappresentazione si trova oggi nel Palazzo Comunale di Siena.
Nel 1590 il castello divenne di proprietà dei Rinuccini, i quali fecero costruire una cappella gentilizia sotto la torre est del castello. Quest’ultima fu tuttavia abbattuta nel 1722 ad opera dei Ricciardi, i proprietari successivi, perché pericolante.
Nel 1730 il castello passò ai Franceschi, e nel 1777 ai Da Cepparello, i quali incaricarono l’architetto De Fabbris di innalzare all’interno del palazzo una grande scala in pietra serena. Ma gli interventi di maggior rilevanza furono realizzati a partire dalla fine del XIX secolo, quando il castello passò sotto la proprietà di Alessandro Bizzarri. Quest’ultimo, dopo il crollo del tetto causato da un’intensa nevicata, incaricò un ingegnere di dirigere i lavori di restauro integrale del Castello in stile romantico tedesco: i merli di pietra originali vennero incorporati nell’innalzamento delle mura esterne. Fu necessario innalzare anche il corpo centrale e la torre d’ingresso altrimenti sarebbe risultato sproporzionato, in più venne costruito un balcone con loggia e venne prosciugato il fossato.
Durante la Seconda guerra mondiale il castello divenne sede di un comando militare, con una conseguente dispersione delle armature conservate ora nella sala delle armi.
Attualmente la struttura appartiene alla famiglia Banchi-Arcangeli.
Oggi il castello ospita una collezione di armi antiche visitabile su richiesta e mantiene una buona parte delle mura originali. Lo si può raggiungere percorrendo un viale di cipressi ed una rampa a gradoni. Un ponte di legno conduce al portale d’ingresso; all’interno, in posizione centrale si trova il palazzo (che dell’antico cassero mantiene solo la posizione), vari edifici di servizio con sotterranei disposti lungo le mura.

## Leggende

### Il fantasma della volpe
Una leggenda racconta che il fantasma di una volpe si aggiri attorno al castello nelle notti di luna piena. Questo fantasma vaga nei terreni della fortezza a causa di Bonifacio IV di Toscana che, si racconta, si ostinò a far costruire questo edificio nonostante nei paraggi, all’epoca, vi fosse una volpe che sembrava mettere in fuga anche i cavalieri più coraggiosi. Iniziò così una vera e propria caccia alla volpe, ma invano visto che l'animale sembrava sfuggire ad ogni tipo di inseguimento prendendosi gioco anche dei più abili cacciatori. Sembra addirittura che la volpe tenesse lontani gli avventurieri sputando loro fuoco dalla bocca. Bonifacio, stufatosi dell'animale, decise così di nascondersi nel bosco per tenderle un agguato. La trappola riuscì e l’animale fu strozzato da un laccio.
Poco dopo la morte della volpe, un mago predisse a Bonifacio IV di Toscana che il castello sarebbe durato tanto quanto il corpo dell’animale. Si provvedette così a farlo imbalsamare e al suo interno fu riversato dell’oro fuso.
Il corpo fu nascosto nelle fondamenta del castello, in un luogo segreto dove nessuno sarebbe riuscito a trovarlo, e tre cavalieri furono messi a guardia del “tesoro”. Secondo una più recente leggenda, sul finire dello scorso secolo, un muratore riuscì a trovare un bottino ma appena lo prese in mano fu scacciato dai fantasmi dei tre cavalieri anticamente messi a guardia di quel luogo.

### Leggenda di Cassandra De Franceschi
Un'altra leggenda narra che nella “camera rossa” del palazzo fu trovata Cassandra De’ Franceschi, moglie di Giannozzo da Capparello, in compagnia del suo amante, un paggio del marito. Quest’ultimo li scoprì e li murò vivi nelle mura della stanza. Tutt’oggi si racconta che i fantasmi dei due amanti si aggirino all’interno del castello.

## Curiosità
La canzone "La volpe d'oro" dell'ensemble italiano "Murmur Mori" è una versione in musica della leggenda del castello di Strozzavolpe.